# Kulm (trampolino)
Il Kulm  (nome ufficiale, in tedesco: Kulm-Skiflugschanze, "trampolino per il volo con gli sci Kulm") è un trampolino situato a Tauplitz, in Austria. È uno dei quattro trampolini per il volo con gli sci in funzione nel mondo.
Sebbene sorga nel territorio di Tauplitz, a volte viene localizzato (anche nei documenti FIS) nella vicina e più nota Bad Mitterndorf.

## Storia
Inaugurato nel 1950 e profondamente ristrutturato nel 1984-1985 e nel 2014, l'impianto ha ospitato le gare dei Campionati mondiali di volo con gli sci nel 1975, nel 1986, nel 1996, nel 2006 e nel 2016, oltre a numerose tappe della Coppa del Mondo di salto con gli sci.

## Caratteristiche
Il trampolino per il volo HS 235 ha il punto K a 200 m e il primato di distanza appartiene allo sloveno Peter Prevc (244 m nel 2016).